# مسجد شاهباز خان
مسجد شاهباز خان هو مسجد تاريخي يقع في دكا عاصمة بنغلاديش.

## التاريخ
هناك تاجر من أمراء دكا بنى المسجد في عام 1086 هـ، ويعد أحد معالم العمارة الإسلامية، المسجد الآن حالته الحالية جيدة، يقع في منطقة المحكمة العليا القديمة، في عام 1950 اتخذت الدائرة الشرقية من مديرية الآثار في باكستان بالحفاظ على مسجد شاهباز خان الذي شيد في عام 1679 من قبل الحاج خواجة شهباز، وهو تاجر غني من دكا، ما زال المسجد الأكثر دقة وجمال في المدينة .

## العمارة
الجدران الحصن العالية والعرضية تعرضت للخراب والتدمير وتشويه للهياكل المختلفة في مباني الحصن، ينقسم المسجد الداخلي إلى ثلاثة خلجان من قبل اثنين من الأقواس الجانبية الحدباء بدعم من أرصفة حجرية، وعي جزء لا يتجزأ من الجدارين الشرقي والغربي .

## الوضع الحالي
بسبب الاستخدام دون انقطاع وتقديم وبعض الرعاية والصيانة للمسجد، ومنذ ذلك الحين لم يتطلب أي تحديث، ومع ذلك في الماضي خضع لعدة تعديلات غير مقبولة حين إجراء إصلاحات دورية عليه .